# Ranunculus krapfia
Ranunculus krapfia là một loài thực vật có hoa trong họ Mao lương. Loài này được DC. ex Deless. miêu tả khoa học đầu tiên năm 1820.